# Keith Scott (One Three Hill)
Keith Alan Scott, gespeeld door acteur Craig Sheffer, is een personage uit de televisieserie One Tree Hill.

## Seizoen 1
Keith werkt in het eerste seizoen als technicus, voordat zijn broer Dan Scott zijn zaken overneemt. Hij was altijd al verliefd op Karen Roe. Echter, zij had ooit een relatie met Dan. Dan verliet Karen toen hij een studiebeurs kreeg en Karen zwanger werd. Keith helpt Karen sindsdien met het opvoeden van haar zoon; Lucas Scott.
Tijdens het eerste seizoen lijken ze een romantische connectie te krijgen. Dit wordt echter onderbroken wanneer Karen de kans krijgt professionele kooklessen te krijgen in Italië. Wanneer ze deze accepteert, zoent ze Keith voordat ze voor een paar weken vertrekt.
Keith is enthousiast over het feit dat wanneer Karen terugkomt, er een mogelijkheid is dat ze een relatie krijgen. Echter, de avond waarop Karen terugkomt, krijgen Keith en Lucas een auto-ongeluk. Hoewel dat niet de oorzaak was, had Keith er vlak voor gedronken omdat hij nerveus was Karen weer te zien. Karen geeft de schuld aan Keith voor het ongeluk en is woedend, aangezien Lucas er ernstig aan toe is. Wanneer Karen ook uit begint te gaan met Larry Sawyer, is Keith bang haar te verliezen en doet hij een huwelijksaanzoek. Karen weigert echter.
Keith, wiens hart gebroken is, besluit Tree Hill te verlaten uit verdriet. Lucas zal met hem mee gaan. Na een laatste bezoek aan Deb Scott, Dans vrouw, belanden ze samen in bed. Als Dan de twee betrapt, zegt hij tegen Keith dat ze geen broers meer zijn.

## Seizoen 2
Wanneer Keith en Lucas het bericht krijgen dat Dan een hartaanval heeft gehad, besluiten ze terug te keren naar Tree Hill. Keith voelt zich schuldig en wil Dan helpen. Hij neemt zijn zaken over en ontmoet hier Jules, een aantrekkelijke vrouw die interesse in hem toont.
Het blijkt dat Dan Jules heeft ingehuurd om Keith te verleiden om vervolgens zijn hart te breken. Dit doet hij als wraak. Wanneer Jules werkelijk verliefd wordt op Keith, loopt alles anders dan gepland. Lucas komt achter het geheim en haalt Dan over Jules Keith niet te laten dumpen. Echter, alsook Karen achter het geheim komt, confronteert ze Jules ermee, waarna Jules Keith achterlaat op het altaar.
Wanneer Keith ontdekt dat Dan er achter zat en Lucas en Karen ervan af wisten zonder iets te vertellen, voelt hij zich verraden en vertrekt hij opnieuw. Hij verklaart op zoek te gaan naar Jules.

## Seizoen 3
Wanneer Keith Jules vindt en ontdekt dat ze anders is dan de Jules op wie hij verliefd is geworden, keert hij terug naar Tree Hill om Dan te vermoorden. Hij wordt gestopt door Deb, die zelf besluit Dan te vermoorden. Dit mislukt echter uiteindelijk.
Dan ontdekt dat Keith whiskey heeft gekocht waarmee Dan vergiftigd is. Hij confronteert Keith en houdt stug vol dat Keith de moordenaar is. Ondanks het feit dat Deb al is gevlucht, biecht Keith niet op wie het werkelijk heeft gedaan. Dan, die nu de burgemeester van de stad is geworden, laat Keith zelfs arresteren. Hij wordt echter vrijgelaten wanneer er geen bewijzen blijken te zijn.
Keith weet eindelijk zijn relatie met Karen te herstellen. Hij doet een aanzoek, dat Karen accepteert. Ook besluit Keith om Lucas te adopteren. Aan zijn geluk komt echter een einde door Dan, die hem vermoordt. Jimmy Edwards, een student, krijgt hier vervolgens de schuld van.
Aan het einde van het derde seizoen blijkt Karen zwanger te zijn van Keith en voelt Dan zich schuldig vanwege de dood van Keith. Hij krijgt last van schimmen van een jonge Keith.

## Seizoen 4
Wanneer Nathan Scott Cooper Lee en Rachel Gatina wil redden uit het water, blijkt Keith de gene te zijn die Nathan hiervoor zijn kracht heeft gegeven. Keith lijkt een beschermengel te zijn geworden die Lucas bezoekt als hij in een coma ligt. Hij probeert duidelijk te maken dat Jimmy Edwards niet de moordenaar is. Echter, Lucas kan niet ontcijferen wie wel degelijk de moordenaar is, en Keith komt opnieuw terug in de seizoensfinale. Karen is namelijk in coma en droomt over Keith, waardoor ze een gelukkig gezin zouden vormen.